# سربوبران
سربوبران (به صربی: Srbobran) یک شهرستان در صربستان است که در ناحیه باچکای جنوبی واقع شده‌است. سربوبران ۸۲ متر بالاتر از سطح دریا واقع شده‌است.

## خواهرخوانده
شهرهای یانوش‌هالما و اوروش‌هازا خواهرخوانده‌های سربوبران هستند.